# Nigeria Football Federation
Die Nigeria Football Federation (NFF), vormals Nigeria Football Association ist der Dachverband des Fußballs in Nigeria (Sitz: Abuja).

## Geschichte
Die NFF wurde 1945 gegründet und bildete 1949 erstmals eine nigerianische Fußballnationalmannschaft. Laut dem Historiker Kunle Solaja soll es bereits 1933 eine Verbandsgründung gegeben haben, wie Artikel der Nigerian Daily Times beweisen sollen. Laut David Berber von der englischen FA lässt sich eine Gründung vor 1945 belegen.
1959 trat die NFF dem kontinentalen Verband CAF und 1960 der FIFA bei. Seit 1972 organisiert die NFF verschiedene Wettbewerbe, darunter die Nigeria Professional Football League, die Amateurliga und die Nigeria Women Premier League, sowie den Nigeria FA Cup, der seit 1942 ausgetragen wird.
Der erste nicht-englische Verbandspräsident war 1960 nach der Unabhängigkeit Nigerias Godfrey Amachree.

## Revidierte Auflösung
Am 30. Juni 2010 zog Nigerias Staatspräsident Goodluck Jonathan die Nigerianische Fußballnationalmannschaft aufgrund des Vorrundenausscheidens bei der Fußball-Weltmeisterschaft 2010 für zwei Jahre von allen internationalen Turnieren zurück und löste die NFF auf, damit eine neue Nationalmannschaft in Ruhe aufgebaut werden sollte. Dies widersprach jedoch den Statuten des Weltverbandes FIFA, die staatliche Einmischung in die Angelegenheiten der nationalen Verbände verboten. Deshalb stellte FIFA-Sprecher Nicolas Maingot dem Präsidenten wenige Tage später ein Ultimatum bis zum 5. Juli 2010, die Entscheidung zurückzunehmen. Wäre dies nicht geschehen, wäre Nigeria vom Weltverband suspendiert worden. Kurz vor Ablauf des Ultimatums am 5. Juli nahm der nigerianische Präsident seine Sperre für die Nationalmannschaften und die Auflösung des Verbandes zurück.